# Ермак Тимофеевич
Ерма́к Тимофе́евич (предположительно 1532 — 6 (16) августа 1585, Сибирское ханство) — казачий атаман, покоритель Сибири для Русского государства при правлении царя Ивана Грозного и Фёдора I Иоанновича.

## Происхождение

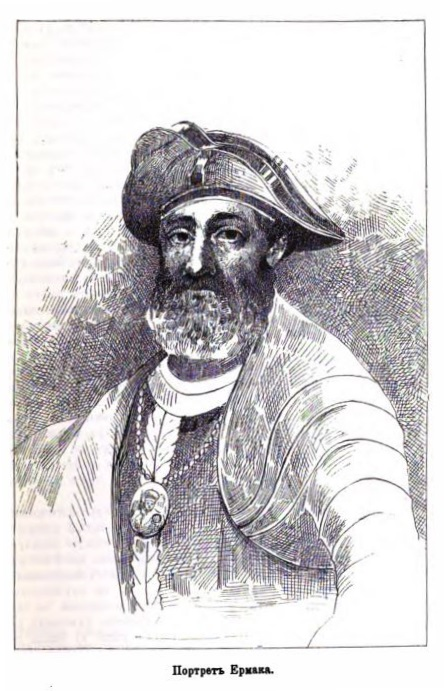
Ермак, завоеватель Сибири

Происхождение Ермака в точности неизвестно, по этому поводу существует несколько версий. «Родом неизвестный, душой знаменитый, как сказано в летописи». 

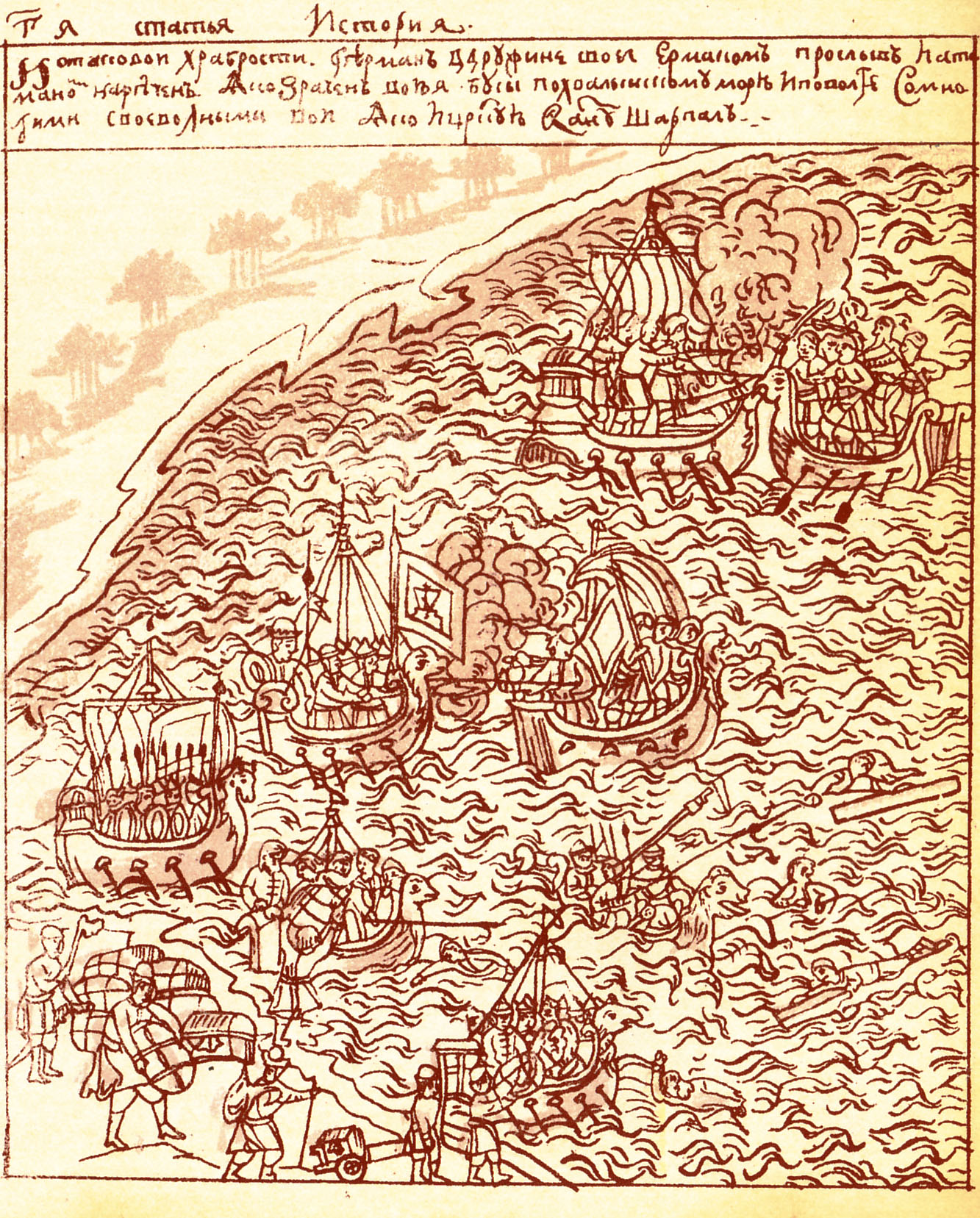
«И въ каковой храбрости Германъ въ дружине своей Ермакомъ прослывъ и атаманомъ нареченъ, яко зраченъ, воюя бусы по Хвалынскому морю и на Волге со многими своевольными вои, яко и царскую казну шарпалъ». Миниатюра из Ремезовской летописи. Статья 3

Согласно одному из преданий, он был родом с берегов реки Чусовая. Благодаря знаниям местных рек, ходил по Каме, Чусовой и даже переваливал в Азию, по реке Тагил, пока его не забрали служить-казачить (Черепановская летопись). Согласно другой версии, являлся уроженцем Качалинской станицы на Дону (Броневский). Согласно изысканиям академика А. П. Окладникова, Ермак — уроженец Русского Севера. Местный «Летописец старых лет» утверждает, что «Ермак атаман, родом з Двины з Борку».
Фамилия Ермака достоверно не установлена. В те времена на Руси небольшое количество людей имели фамилии: люди из высшего сословия общества или иноземцы, прибывшие для постоянного проживания на русские земли. Многие русские именовались по отцу или по прозвищу, или по виду деятельности. Достоверно известно только то, что его величали либо Ермаком Тимофеевым, либо Ермолаем Тимофеевичем Токмаком. Данное прозвище атамана известно из документов Посольского приказа, использованных составителем Погодинской летописи: в связи с первым упоминанием имени Ермака её автор сделал ремарку: «Прозвище ему было у казаков Токмак». В некоторых источниках приводится его второе имя Василий, что соответствует распространённой в средневековой России традиции двуимённости.

В исторической компиляции Е. П. Карновича «Родовые прозвания и титулы в России и слияние иноземцев с русскими» утверждается:
Сохранилось известие в сибирских летописях, что первый русский завоеватель Сибири Ермак Тимофеевич Повольский был от Ивана IV Васильевича пожалован титулом князя Сибирского. Такое известие, однако, весьма сомнительно…

Однако в историческом труде А. В. Антонова «Памятники истории русского служилого сословия» в выдержках из синодика Успенского Ростовского собора имеется запись о поминовении: 
КНЯЗЮ атаману Ермаку и Сороки, купно храбьствовавшим, вечная память.
По словам историка Сибири конца XVII века, автора одноимённой летописи Семёна Ремезова, отец которого тобольский стрелецкий сотник У. М. Ремезов видел лично выживших участников похода знаменитого атамана, последний был «велми мужествен и разумен, и человечен, и зрачен, и всякой мудрости доволен, плосколиц, чёрн брадою и власы прикудряв, возраст [рост] средней, и плоск, и плечист». В этом же тексте утверждается, что фамилия Ермака — Повольский или Поволский, а настоящее имя — Герман. Другие историки и летописцы производят его имя от Еремея (Ерёмы).

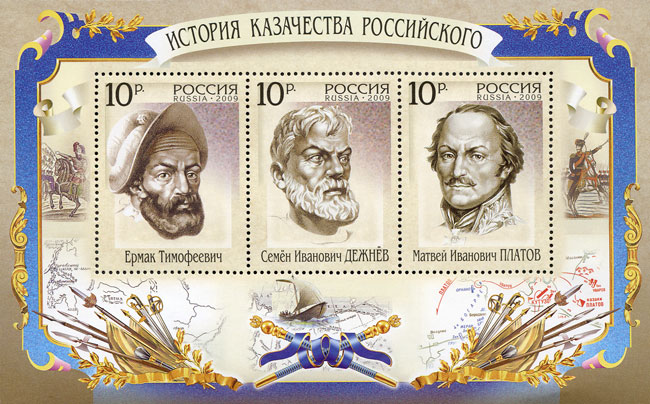
Блок почтовых марок России, 2009 год: Ермак, Дежнёв, Платов

Тобольский краевед, автор «Исторического обозрения Сибири» (1838) П. А. Словцов, и иркутский историк А. Г. Сутормин, основываясь на данных более ранней «Есиповской летописи», утверждают, что полностью имя Ермака звучало как Василий Тимофеевич Аленин. Эта же версия фамилии Ермака обыгрывается в сказе П. П. Бажова «Ермаковы лебеди».
Вероятно, Ермак был сначала атаманом одной из типичных для того времени многочисленных дружин волжских казаков. Согласно одной из легенд, своё прозвище он получил из-за того, что в молодости был артельным кашеваром. Соратник Ермака Гаврила Ильин в челобитной, адресованной царю, писал, что он 20 лет «полевал» (вёл вольную жизнь) с Ермаком в Диком поле; другой ветеран Гаврила Иванов писал, что был «на поле двадцать лет у Ермака в станице» и в станицах у других атаманов. Этнограф Иосаф Железнов, опираясь на уральские предания, приводил пример того, что атаман Ермак Тимофеевич считался у казаков «полезным колдуном» и «имел в послушании у себя малую толику шишигов (чертей). Где рати не доставало, там он и выставлял их».
Ермак воевал в Ливонской войне, командуя казачьей сотней. Под началом воеводы Дмитрия Хворостинина участвовал в 1581 году в успешном походе в Литву, дошёл вниз по Днепру до Могилёва и сразился в битве под Шкловом. Сохранилось письмо литовского коменданта Могилёва Стравинского, отправленное в конце июня 1581 года королю Стефану Баторию, в котором упоминается «Ермак Тимофеевич — атаман казацкий». Осенью того же года Ермак участвовал в снятии осады Пскова, а после — в битве под Лялицами в феврале 1582 года, в которой русское войско во главе с Хворостининым остановило продвижение шведов. Как пишет Руслан Скрынников, Ермак сражался под началом Хворостинина ещё десятью годами ранее в битве при Молодях в составе отряда донского атамана Михаила Черкашенина.
В 1582 году дружина казаков (больше 540 человек), собравшаяся под начальством атаманов Ермака Тимофеевича, Ивана Кольцо, Якова Михайлова, Никиты Пана, Матвея Мещеряка, Черкаса Александрова и Богдана Брязги, была приглашена уральскими купцами Семёном Аникеевичем, Максимом Яковлевичем и Никитой Григорьевичем Строгановыми для защиты от регулярных нападений со стороны сибирского хана Кучума и пошла вверх по Каме, а в июне 1582 года прибыла на реку Чусовую, в чусовские городки братьев Строгановых. Здесь казаки жили два месяца и помогали Строгановым защищать их городки от грабительских нападений со стороны сибирского хана Кучума.

## Сибирский поход Ермака Тимофеевича
1 сентября 1581 года хорошо снаряжённая дружина казаков под командованием Ермака выступила в поход за Каменный Пояс (Урал) из Строгановской резиденции Орёл-городок водным путём по Каме, Чусовой и Серебрянке. По другой версии, предложенной историком Р. Г. Скрынниковым, поход Ермака, Ивана Кольцо и Никиты Пана в Сибирь датируется следующим, 1582 годом, так как мир с Речью Посполитой был заключён в январе 1582 года, а в конце 1581 года Ермак всё ещё воевал с литовцами.

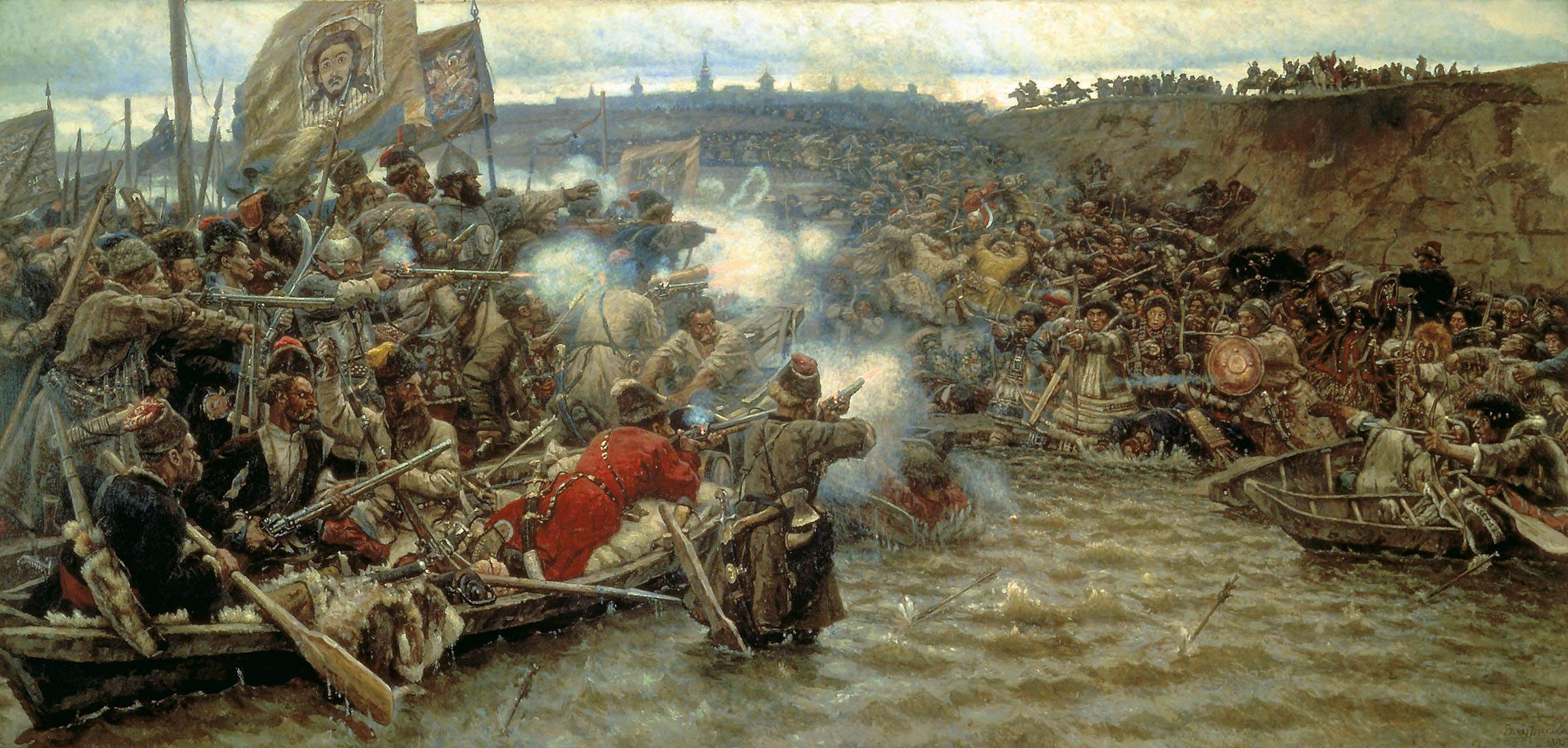
Василий Иванович Суриков, «Покорение Сибири Ермаком Тимофеевичем». Холст, масло

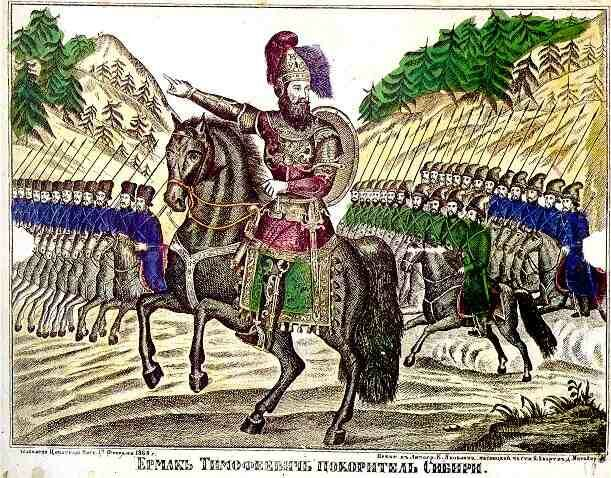
Ермак Тимофеевич, покоритель Сибири. Лубок XIX века

Инициатива этого похода, по летописям Есиповской и Ремизовской, принадлежала самому Ермаку, участие Строгановых ограничилось вынужденным снабжением казаков припасами и оружием. По свидетельству Строгановской летописи (принимаемому Карамзиным, Соловьёвым и другими), Строгановы сами позвали казаков с Волги на Чусовую и отправили их в поход, присоединив к отряду Ермака (540 человек) 300 ратных людей из своих владений.

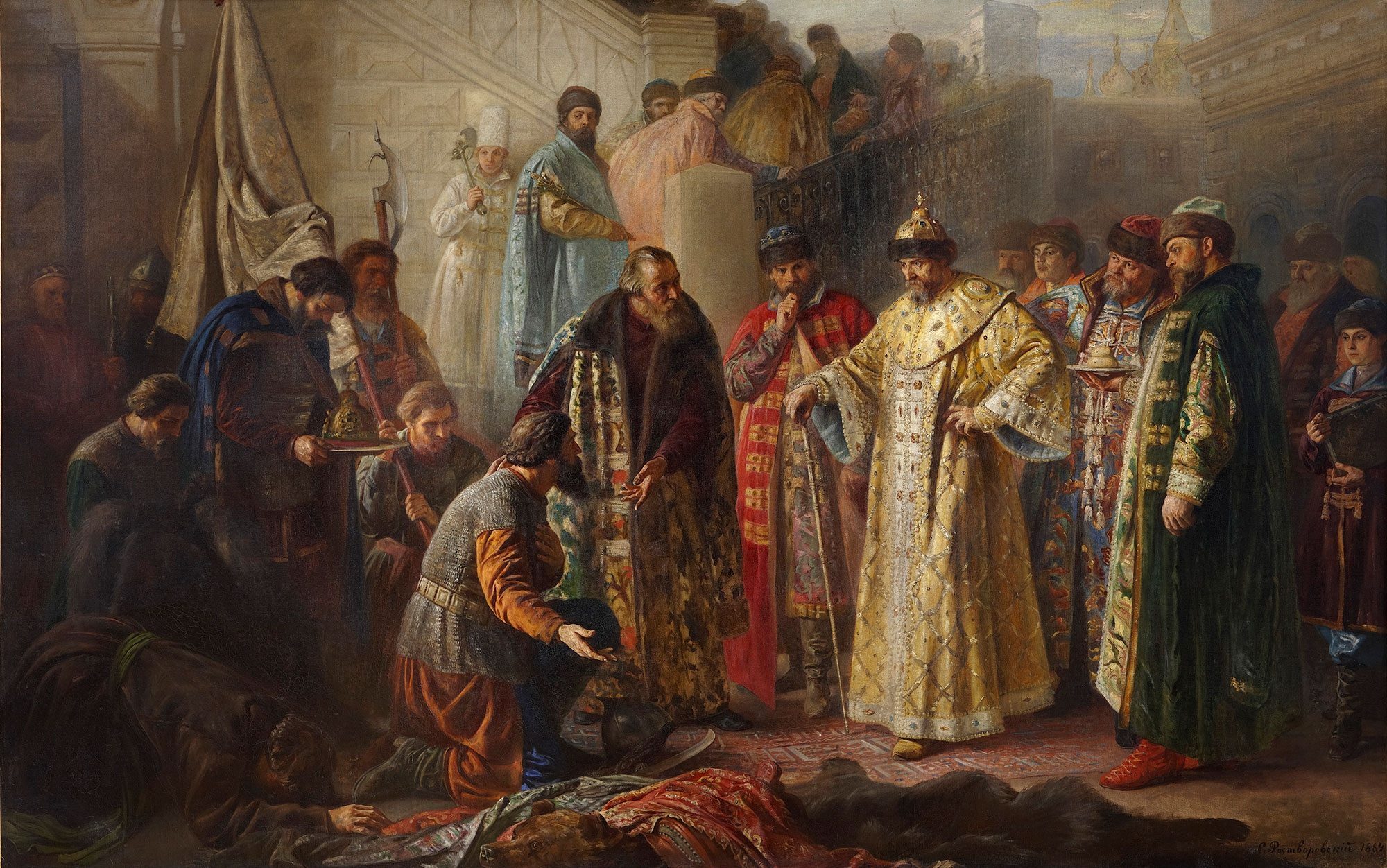
Послы Ермака перед Иваном Грозным. Худ. Станислав Ростворовский, 1884 г.

За спиной атамана была хорошо вооружённая и, судя по всему, весьма дисциплинированная полутысячная дружина с довольно большими запасами продовольствия и снаряжения. Всё хозяйство и сама дружина были погружены на ладьи-струги, так было задумано ещё и потому, что в глубины Сибири через центральную часть неизведанного Уральского хребта был известен только один путь — водный. После того как дружина одолела этот горно-водный путь, он был назван «Ермакова вода». И в самом начале плавания, и после трудного перевала через хребет этот более чем тысячекилометровый путь был самым коротким и надёжным в центр Западной Сибири, к главной ставке сибирского хана.
В распоряжении будущего противника казаков, хана Кучума, находились силы, в несколько раз превосходившие дружину Ермака, но вооружённые значительно хуже. Согласно архивным документам Посольского приказа (РГАДА), всего хан Кучум располагал примерно 10-тысячной армией, то есть одним туменом, а общая численность «ясачных людей», которые ему подчинялись, не превышала 30 тыс. взрослых мужчин.
Хан Кучум из рода Шейбанидов был родственником правившего в Бухаре хана Абдуллы. В 1555 году сибирский хан Едигер из рода Тайбугинов, услышав о завоевании Русским государством Казани и Астрахани, добровольно согласился принять российское подданство и выплачивать русскому царю Ивану IV небольшую дань. Но в 1563 году Кучум совершил переворот, убив Едигера и его брата Бекбулата. Захватив власть в Кашлыке, Кучум первые годы вёл ловкую дипломатическую игру с Москвой, обещая подчиниться, но при этом всячески затягивая выплату дани. Согласно Ремезовской летописи, Кучум устанавливал свою власть в Западной Сибири с крайней жестокостью. Это обусловило ненадёжность отрядов вогулов (манси), остяков (хантов) и прочих коренных народов, насильно собранных им в 1582 году для отражения казацкого вторжения.
Объединённые казачьи силы поднялись на стругах вверх по Чусовой и по её притоку, реке Серебряной, до сибирского волока, разделяющего бассейны Камы и Оби, и по волоку перетащили лодки в реку Жеравлю (Жаровлю). Здесь казаки должны были остаться зимовать (Ремезовская летопись). Во время зимовки Ермак отправил отряд сподвижников разведать более южный путь по реке Нейве. Но татарский мурза разгромил разведывательный отряд Ермака. На месте, где жил тот мурза, ныне находится известное своими самоцветами село Мурзинка.
Лишь весной 1582 года по рекам Жеравле, Баранче и Тагилу казаки выплыли в Туру. Они дважды разбили сибирских татар, на Туре и в устье Тавды. Кучум выслал против казаков Маметкула, с большим войском, но 1 августа и это войско было разбито Ермаком на берегу Тобола, при урочище Бабасаны. Наконец, на Иртыше, под Чувашевым, казаки нанесли окончательное поражение татарам в битве на Чувашевом мысу. Кучум оставил засеку, защищавшую главный город его ханства, Сибирь, и бежал на юг, в Ишимские степи.
26 октября (5 ноября) 1582 года Ермак вступил в покинутый татарами город Сибирь (Кашлык). Через четыре дня ханты с реки Демьянки, правого притока нижнего Иртыша, привезли в дар казакам пушнину и съестные припасы, главным образом рыбу. Ермак «лаской и приветом» встретил их и отпустил «с честью». За хантами потянулись с дарами местные татары, бежавшие ранее от русских. Ермак принял их так же ласково, позволил вернуться в свои селения и обещал защищать от врагов, в первую очередь от Кучума. Затем стали являться с пушниной и продовольствием ханты из левобережных районов — с рек Конды и Тавды. Всех являвшихся к нему Ермак облагал ежегодной обязательной податью — ясаком. С «лучших людей» (племенной верхушки) Ермак брал «шерть», то есть присягу в том, что их «народец» будет своевременно платить ясак. После этого они рассматривались как подданные русского царя.
В декабре 1582 года военачальник Кучума, Маметкул, истребил из засады один казацкий отряд на Абалацком озере, но 23 февраля казаки нанесли новый удар Кучуму, взявши в плен Маметкула на реке Вагае.
Лето 1583 года Ермак употребил на покорение татарских городков и улусов по рекам Иртышу и Оби, встречая везде упорное сопротивление, и взял остяцкий город Назым. После взятия города Сибирь (Кашлык) Ермак отправил гонцов к Строгановым и посла к царю — атамана Ивана Кольцо.
Иван Грозный принял его очень ласково, богато одарил казаков и в подкрепление им отправил князя Семёна Болховского и Ивана Глухова, с 300 ратниками. Среди царских подарков, отправленных Ермаку в Сибирь, было сразу две кольчуги, в том числе и кольчуга, некогда принадлежавшая князю Петру Ивановичу Шуйскому. Подарок этот пришёлся как раз кстати; Ермак, продолжая свой трудный поход, носил, по свидетельству своих сподвижников, обе кольчуги (одну поверх другой) и днём и ночью. Царские воеводы прибыли к Ермаку осенью 1583 года, но их отряд не мог доставить существенной помощи сильно убавившейся в битвах казацкой дружине. Атаманы гибли один за другим: сначала в засаду попал Богдан Брязга; потом при взятии Назыма убит был Никита Пан; а весной 1584 года татары убили Ивана Кольцо и Якова Михайлова. Атаман Матвей Мещеряк был осаждён в своём стане татарами и только с большими потерями заставил отступить их предводителя Карачу, визиря Кучума.

### Знамёна Ермака
В Оружейной палате имеются три синих знамени Ермака, под которыми он в 1581—1582 гг. покорил Сибирское ханство Кучума. Полотнища стягов имеют длину более трёх аршин.

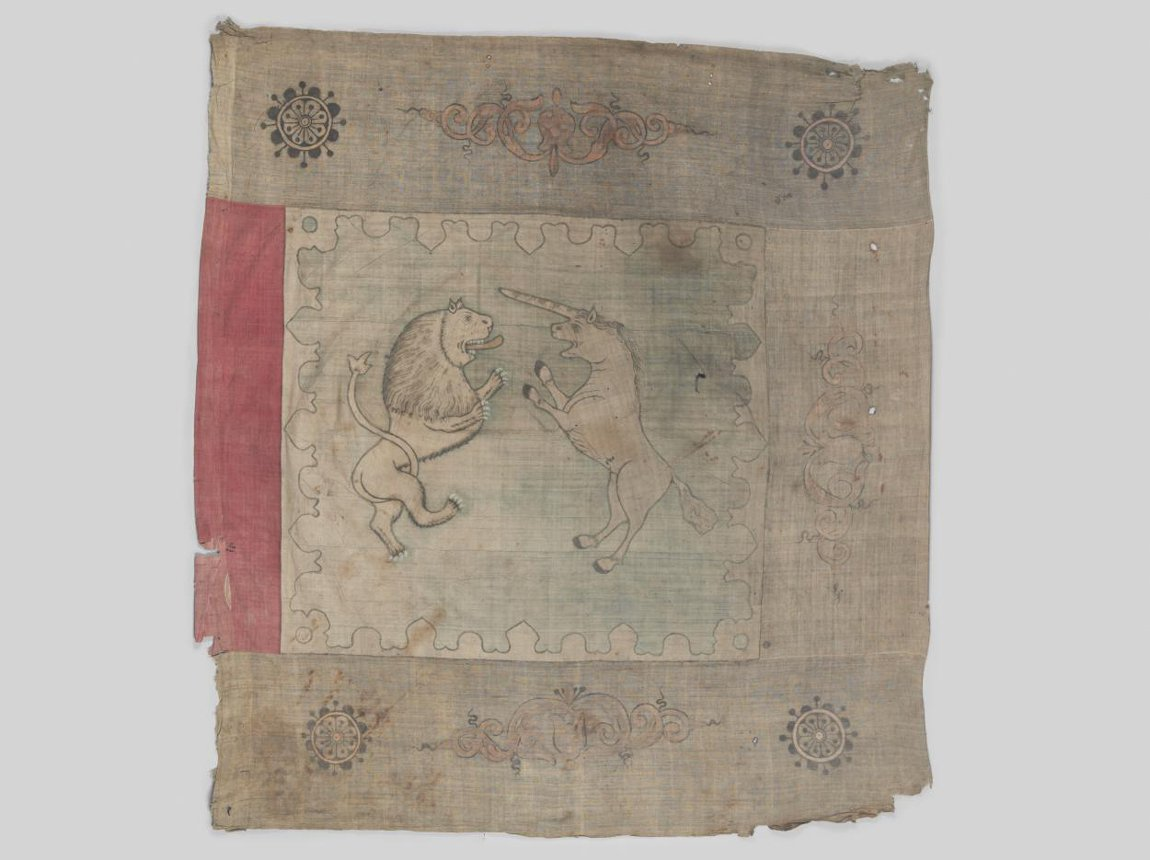
Лев и единорог, готовые к бою (один из двух вариантов знамени)
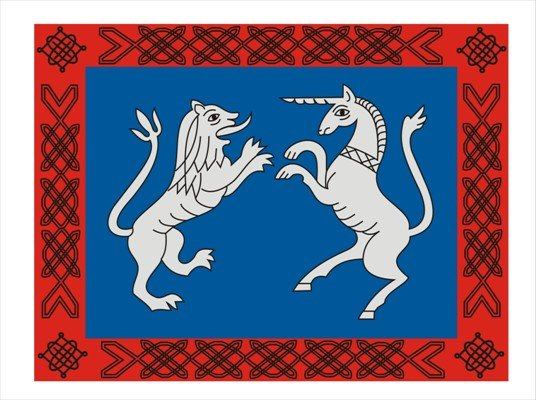
Реконструкция знамени со львом и единорогом
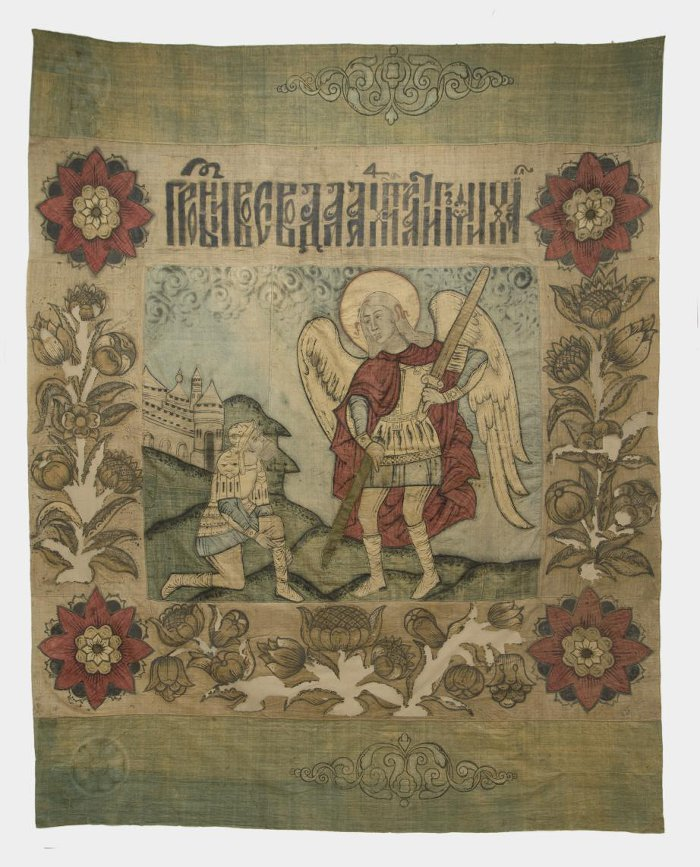
Образ Св. Михаила (Зал 1. Витрина 2)
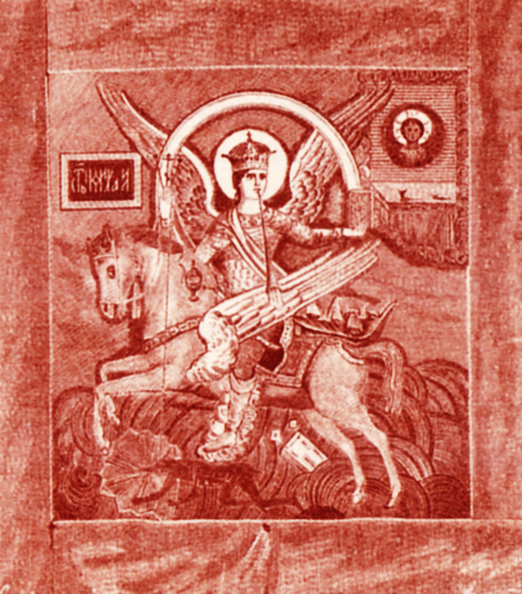
Знамя дружины Ермака из Военной энциклопедии Сытина

## Смерть Ермака
6 (16) августа 1585 года погиб и сам Ермак Тимофеевич. Он шёл с небольшим отрядом в 50 человек по Иртышу. Во время ночёвки на берегу в устье реки Вагай Кучум напал на спящих казаков и истребил почти весь отряд. Сумели спастись всего несколько казаков. Согласно воспоминаниям очевидцев событий той ночи, атаман был обременён своими доспехами, в частности, подаренными царём двумя кольчугами, и, пытаясь доплыть до стругов, утонул в Иртыше. Вполне возможно, что Ермак к тому же был ранен: ведь в него, как в военачальника, прежде всего стреляли из луков. Согласно татарским преданиям, Ермак был смертельно ранен копьём в горло татарским богатырём Кутугаем.
Казаков оставалось так мало, что атаман Мещеряк после созванного круга должен был выступить обратно в Русское царство. После двухлетнего владения казаки временно уступили Сибирь хану Кучуму, чтобы через год вернуться туда с новыми силами.

## Легенда о смерти Ермака

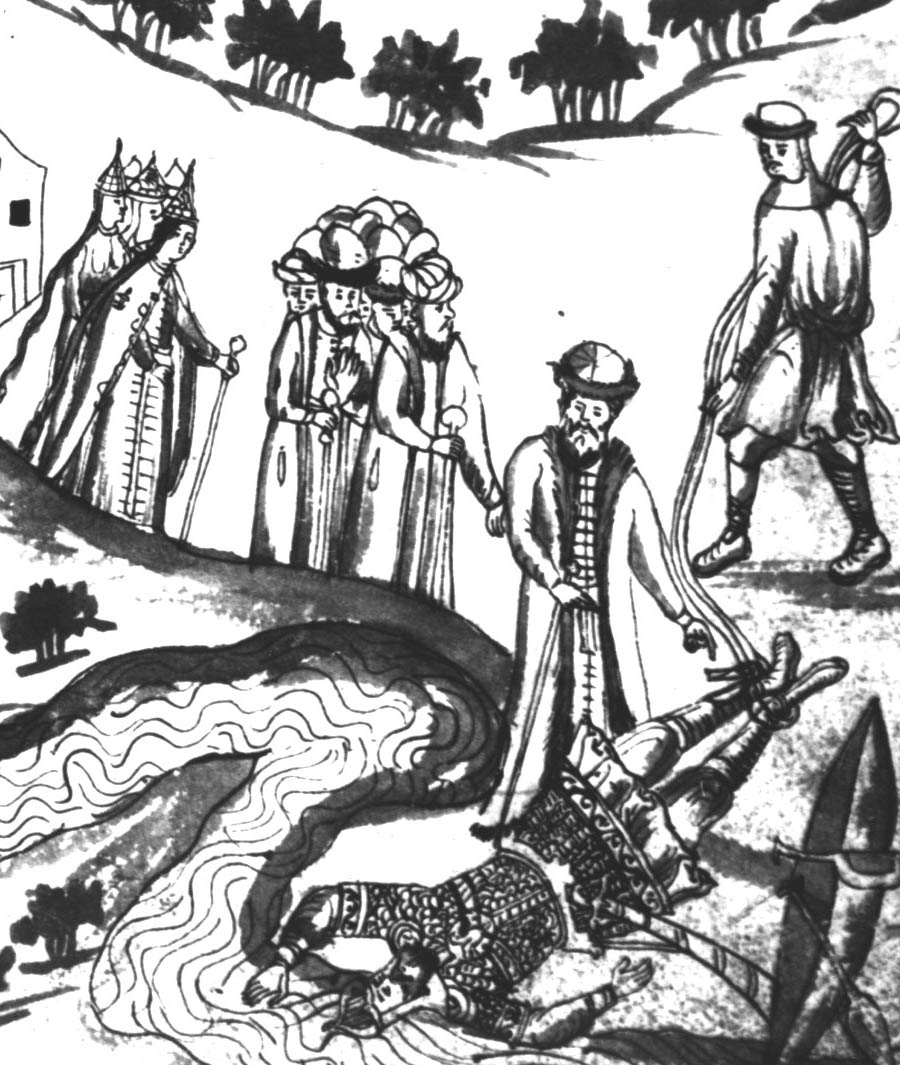
«Татарин Яныш, Бегишев внук, вытаскивает из реки тело Ермака», миниатюра из «Истории Сибирской» С. У. Ремезова

По легенде, тело Ермака вскоре выловил из Иртыша около деревни Епанчина рыбак-татарин Яныш, Бегишев внук. Посмотреть на тело атамана съехалось много знатных мурз, а также сам Кучум. Татары несколько дней стреляли в тело из луков и пировали, но, по словам очевидцев, его тело пролежало на воздухе месяц и даже не начало разлагаться. Позже, поделив его имущество, в частности, взяв две кольчуги, подаренные русским царём, его захоронили в деревне, которая ныне называется Баишево. Захоронили в почётном месте, но за кладбищем, так как он не был мусульманином. В настоящее время рассматривается вопрос о подлинности захоронения.
Существует версия, что захоронение Ермака Тимофеевича находится в Миякинском районе Республики Башкортостан.
Подаренная Ермаку царём Иваном Грозным кольчуга с мишенями (бляшками), принадлежавшая воеводе Петру Ивановичу Шуйскому, убитому в 1564 году в битве при Чашниках, сначала попала к калмыцкому тайджи Аблаю, а в 1646 году отбита русскими казаками у «воровской самояди» — восставших селькупов. В настоящее время эта кольчуга представлена в экспозиции Оружейной палаты. В 1915 году при раскопках сибирской столицы Кашлыка найдена точно такая же бляшка с двуглавым орлом, что была на кольчуге Шуйского, которую мог обронить там сам Ермак.

## Оценка деятельности
Многие историки ставят очень высоко личность Ермака, «его мужество, предводительский талант, железную силу воли». Ермак является «одной из самых примечательных фигур в русской истории» (Скрынников).
Известный сибирский летописец Семён Ремезов подробно записал рассказ своего отца Ульяна Ремезова о Ермаке, его подвиге и гибели, а также о его знаменитой кольчуге. Царь Алексей Михайлович поручил стрелецкому сотнику Ульяну ответственное задание: найти из России безопасную дорогу в Китай. 18 июля 1651 года он вышел из Тобольска в южные степи во главе своего стрелецкого отряда, которому доверили вручение Аблаю царских подарков и ермаковой кольчуги (одна кольчуга была найдена, вторая пропала бесследно) в ответ на просьбу послов Аблая, пришедших в Тобольск в 1650 году (послы назвали владельцев этих кольчуг — наследников служилого мурзы Кайдаула и кондинского князя Алата).

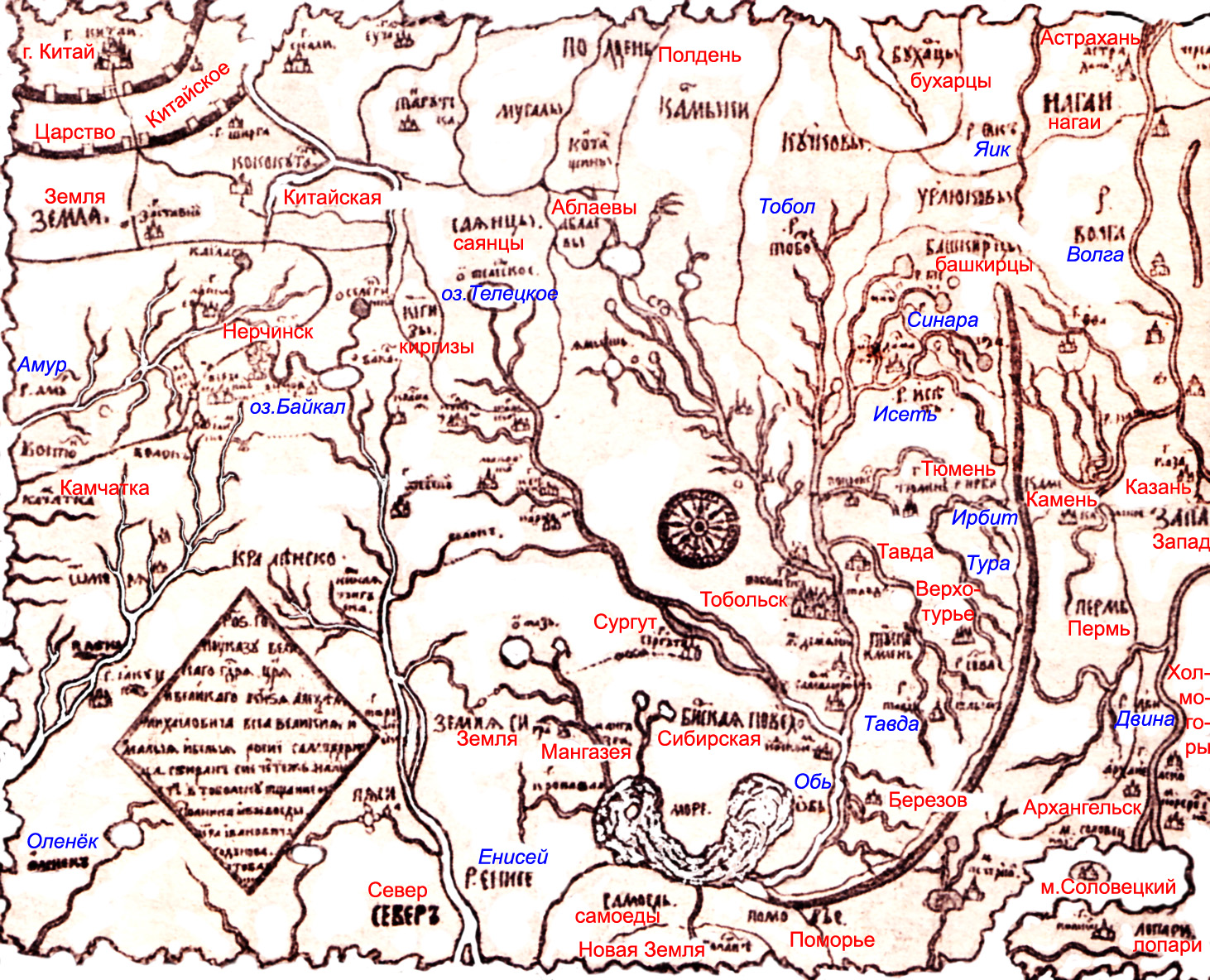
Чертёж Сибирской земли — российская карта Сибири и Дальнего Востока, которую в 1667 году по царскому указу составил тобольский воевода П. И. Годунов (с расшифровкой). В середине карты вверху присутствует надпись «Аблаевы»

Когда Ульян доехал до Урги, то была устроена ему встреча с честью по обычаю Аблая и угощение. Когда же принесли подарки, [данные] по наказу, Аблай спросил Ульяна:
«Числится ли панцирь Ермака — ему недостойно быть среди [других] даров».
Тут Ульян зачитал список [подарков]. Аблай тогда весь порядок передачи подарков нарушил, [сказав]:
«Подайте мне панцирь».
И [ему] подали. Он принял его с почтением, поцеловал и над головой своей поднял, воздавая хвалу царскому величеству и любви, потому что получил большое утешение. Панцирь же кован искусно в 5 колец, длиной в 2 аршина, в плечах — аршин с четвертью, на груди и на спине — печати царские, золотые орлы, по подолу и рукавам — опушка медная на 3 вершка.
И опять Аблай спрашивает:

«Знаешь ли Ульян, где ваш Ермак лежит?».

Ульян же, находчивый и мудрый в делах, на вопрос отвечал:

«Не знаем до сего дня и где похоронен, и как погиб».
И начал Аблай повествовать о нём [Ермаке], по своим преданиям: как приехал в Сибирь и от Кучума на перекопе побежал и утонул, и найден, и стрелян, и кровь текла, и панцири разделили и развезли, и как от панцирей и от платья чудеса были, и как татары смертью поклялись, что про него русским не говорить. И Аблай, приняв панцирь, рассказал о Ермаке стоявшему здесь Ульяну. Ульян же попросил у Аблая письменную грамоту за его подписью и печатью; он [Абай] обещал о Ермаке всё подробно изложить.
Приняв и остальные подарки, закончили церемонию и сели. [Аблай] обрадовался вместе с родом своим, потому что великий государь любезно послушал его, послал 4 сентября 1651 года подробную повесть на своём языке о Ермаке: как жил и как погиб, «согласно нашим историям», как был найден и творил чудеса.
«Я-де много лет [панциря] добивался. Когда был я ещё мал и утробой болен, то дали мне пить с земли, взятой с его могилы, и здоров стал до сих пор. Когда же еду на войну с землёй, взятой с этой могилы — побеждаю; если же нет земли — почти пустой возвращаюсь, без добычи. И потому просил панцири у государя, чтобы пойти [войною] на Казачью Орду. Ермак же ваш лежит на Баишевском кладбище под сосной, и в родительские ваши дни столб огненный над ним [Ермаком], а в иные [дни] — свеча кажется татарам, а русским не кажется».
В этом и печать свою приложил.
— Семён Ульянович Ремезов

## Память
При архиепископе Нектарии был установлен церковный обычай — провозглашать вечную память Ермаку и его дружине.

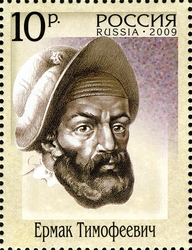
Почтовая марка России (2009 год)

Память о Ермаке живёт в русском народе в легендах, песнях (например, «Песня о Ермаке» входит в репертуар Омского хора) и топонимах. Наиболее часто населённые пункты и учреждения, названные в честь Ермака (города и сёла, спорткомплексы и спортивные команды, улицы и площади, реки и пристани, пароходы и ледоколы, гостиницы и др.), можно встретить в Западной Сибири. О некоторых из них см. Ермак. Многие сибирские коммерческие фирмы имеют в своём собственном названии имя «Ермак».

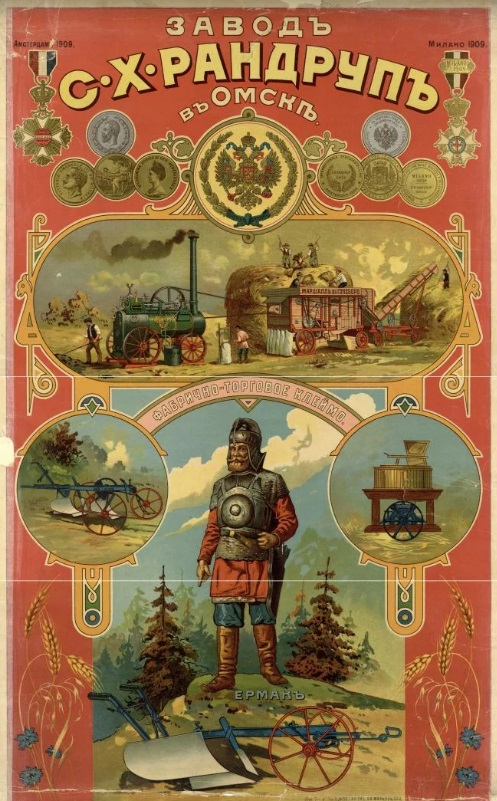
Рекламный плакат торговой марки «Ермак» машиностроительного завода Рандрупа в Омске, 1910 год.

- В городе Омске в Никольском казачьем соборе до 1918 года хранилось знамя Ермака, которое было утеряно во время Гражданской войны.
- В Омске датский предприниматель Рандруп С. Х. в начале XX века наладил производство отечественных швейных машинок под названием «Ермак» на основе американской швейной машины «Зингер».
- В начале XX века название Ермак получило село Аксу в Павлодарском уезде Семипалатинской (ныне Павлодарской) области. В 1961 году село было преобразовано в город Ермак областного подчинения. В 1993 году постановлением президиума Верховного совета Казахстана город Ермак был переименован в Аксу.
- Остановочный пункт Ермак на Свердловской железной дороге.
- У села Усть-Шиш (Омская область), в устье реки Шиш, установлен памятный знак — самый южный пункт на Иртыше, куда доходил отряд Ермака в последней экспедиции 1584 года.
- Улицы в городах: Белове, Березниках, Железногорске (Красноярский край), Междуреченске, Новокузнецке, Новосибирске, Омске, Томске, Шадринске, Перми, Новочеркасске (площадь и проспект), Липецке и Ростове-на-Дону (переулки), Ханты-Мансийске, Киеве (Украина), Бийске, Ялуторовске, Тюмени и Нижнем Новгороде.
- Стадионы «Ермак» в Ангарске и Новочеркасске и спорткомплекс в Томске.
- Сопка Ермака — одна из достопримечательностей г. Верхняя Тура (Свердловская область).
- Ермак-Камень — скальный массив на берегу реки Сылвы в Кунгурском районе Пермского края.
- В 2001 году Банком России в серии памятных монет «Освоение и исследование Сибири» выпущена монета «Поход Ермака» номиналом 25 руб.
- В городе Омске именем Ермака названа база спортивной подготовки бойцов ММА, федерации ММА Сибири.
- В 1899 году на верфи в Ньюкасле (Англия) по проекту адмирала С. О. Макарова построен для России первый в мире линейный ледокол «Ермак», прослуживший до 1960 года. В 1974 году на финской верфи фирмы «Вяртсила» был построен для Советского Союза новый дизель-электрический ледокол «Ермак».
- В Новосибирске именем Ермака назван 19 отряд специального назначения Росгвардии.
- Именем Ермака названы грузовые магистральные электровозы переменного тока Э5к, 2ЭС5к и 3ЭС5к, построенные на Новочеркасском электровозостроительном заводе.
- В честь атамана Ермака 26 февраля 1994 года назван астероид 4681 Ermak, открытый в 1969 году Л. И. Черных.

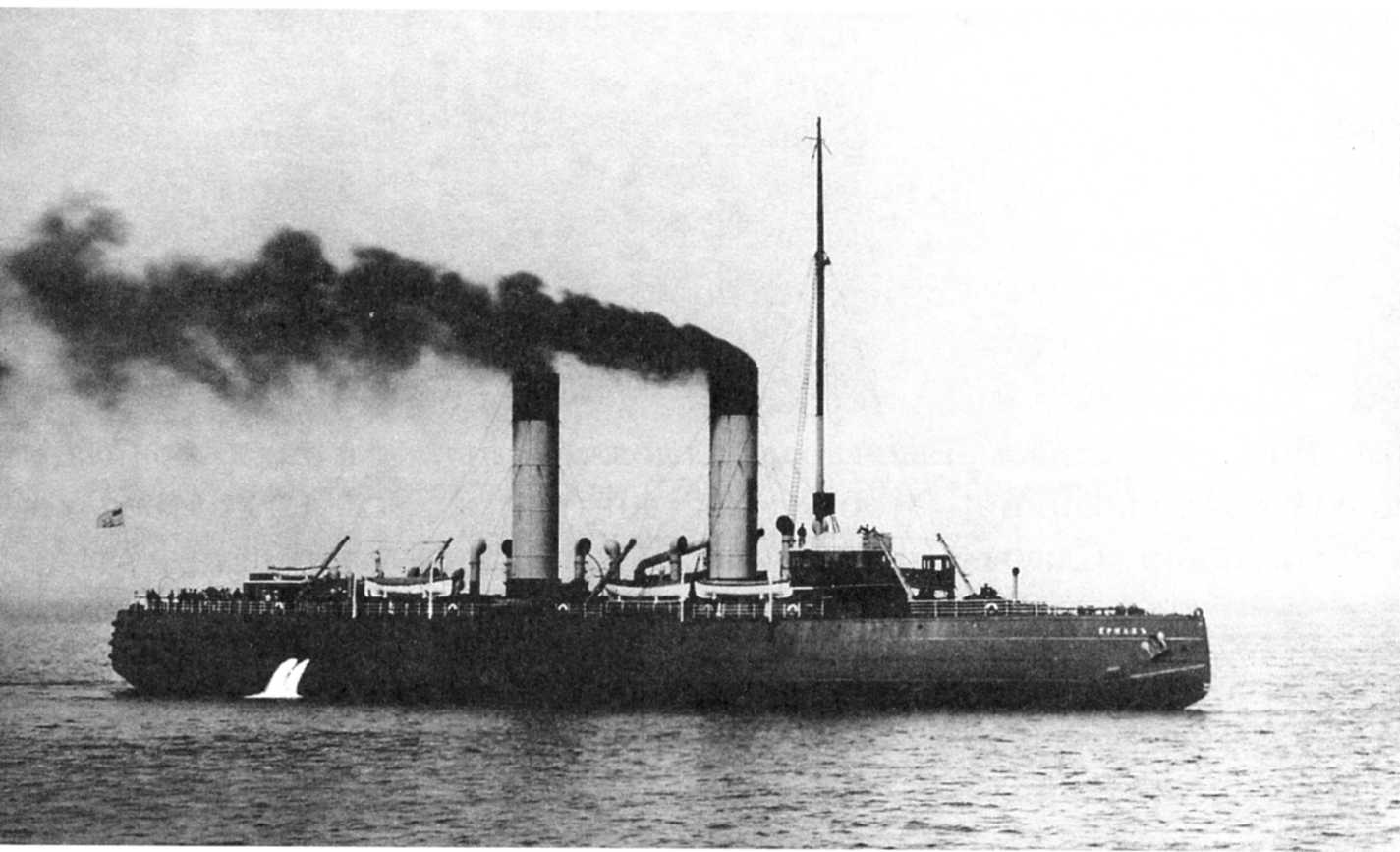
Первый в мире линейный ледокол «Ермак»
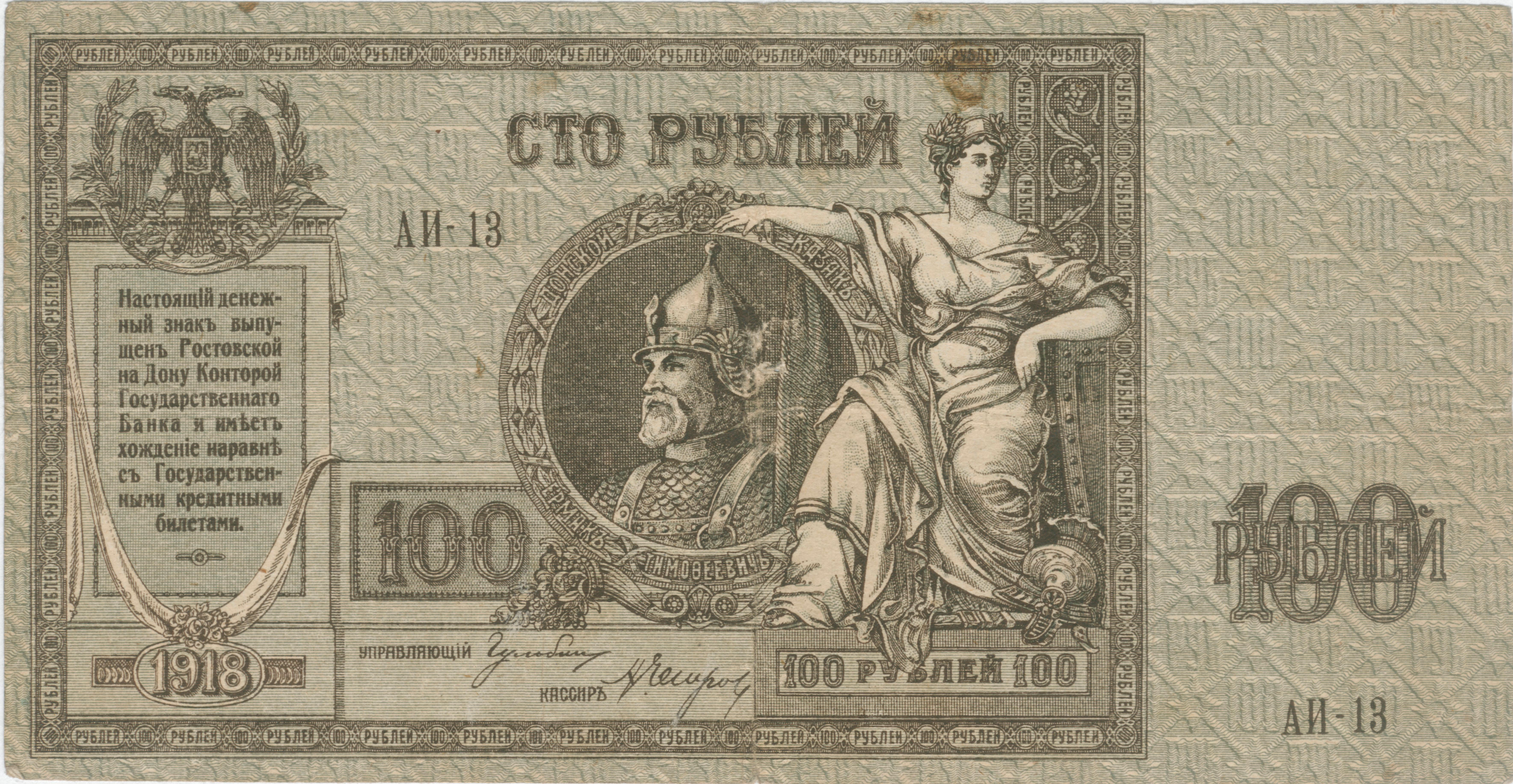
Донские деньги — 100 рублей. Ермак. аверс, 1918. Ростов
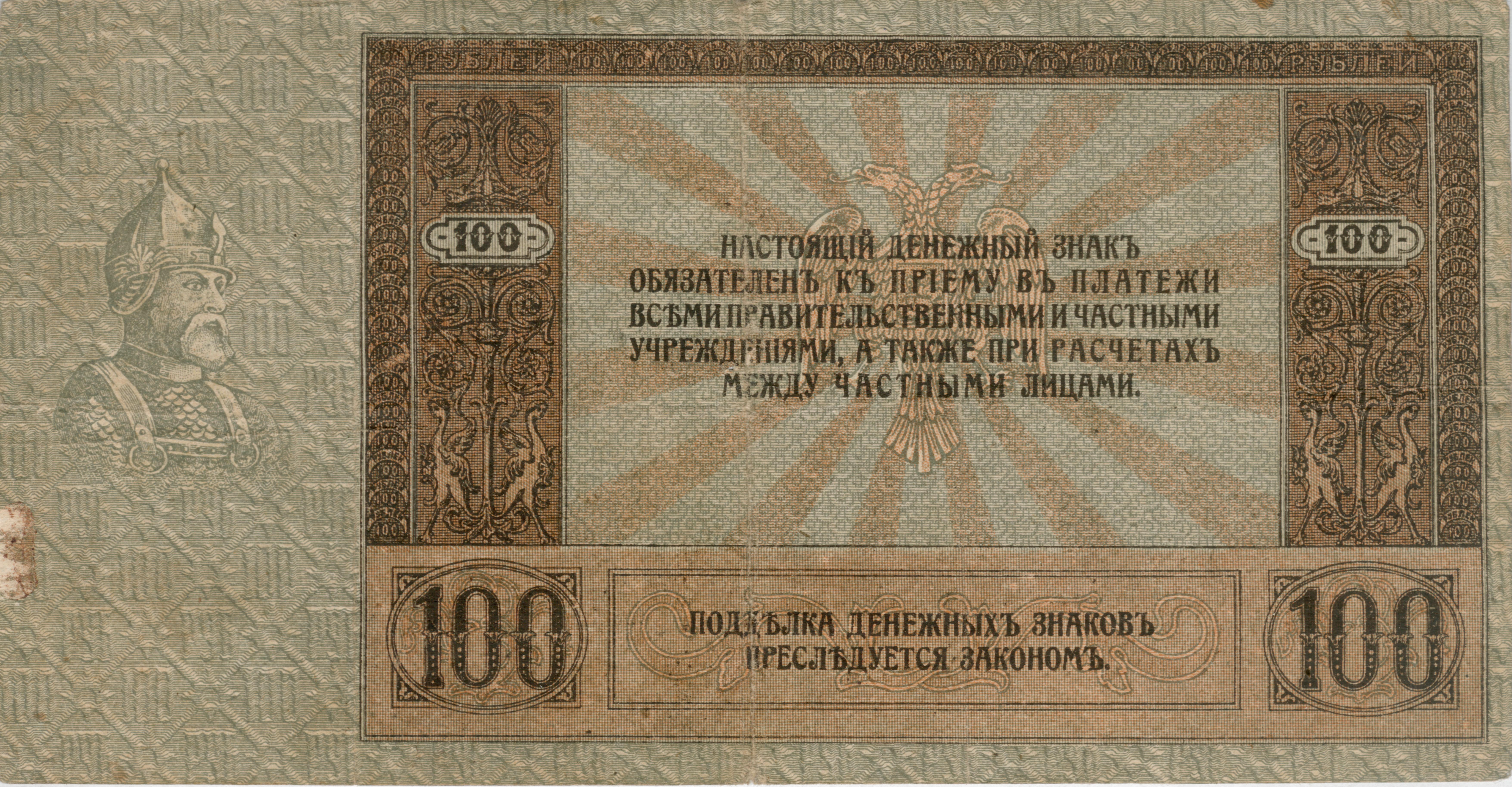
Донские деньги — 100 рублей. Ермак. реверс, 1918. Ростов
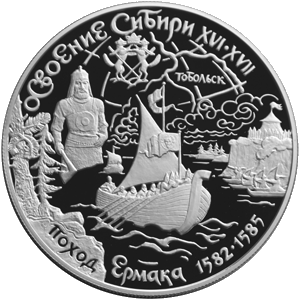
Монета Банка России, 2001 г. — «Географическая серия», Освоение и исследование Сибири, XVI-XVII вв., Поход Ермака 1582-1585, 25 рублей, реверс

### Памятники
Памятники Ермаку установлены в городах и населённых пунктах:
- Новочеркасск[32];
- Тобольск (в виде стелы в саду Ермака, 1848 год);
- Тара (2019 год);
- Змеиногорск (памятник перенесён из казахстанского города Аксу, до 1993 года носившего название Ермак);
- Сургут (памятник открыт 11 июня 2010 года; автор — скульптор К. В. Кубышкин)[33];
- Чусовой (памятник открыт в июне 2013 года)[34];
- Великий Новгород (на памятнике «1000-летие России»);
- Новосибирск (в аэропорту Толмачёво);
- Томск;
- Омск (бюст в Советском парке, открыт 03.08.2016, дата рождения Ермака ошибочно указана как 1542);
- Орёл-Городок (Пермский край, на берегу реки Камы);
- Иркутск (на Нижней набережной возле Московских ворот).

В Иркутске Ермак также изображён на одной из четырёх сторон пьедестала памятника Александру III. Одно из прежних названий памятника — «Покорителям Сибири».
В Тюмени, в 1992 году к 410-летию Сибирского Казачьего Войска, казаками общественной организации «Тюменский союз казаков» СКР в историческом сквере был установлен Поклонный крест «Ермаку Тимофеевичу с товарищами», на месте предполагаемой стоянки Ермака Тимофеевича с дружиной и первого Тюменского острога. В первый свой приезд в Тюменскую область в 1994 году патриарх Московский и Всея Руси Алексий II посетил сквер и осмотрел памятный знак казакам-основателям Тюмени. По этому случаю к кресту были добавлены ещё несколько гранитных глыб.
В 1964 году в честь 400-летия Орла-Городка — одной из первых русских крепостей в Прикамье — был открыт памятник с изображением Ермака. Автор памятника-обелиска — Лев Семёнович Мартынов. Четыре двадцатиметровых лиственничных ствола, заострённых в верхней части, представляют часть крепостной стены. В нижней части её металлический барельеф погрудного портрета Ермака. На обратной стороне обелиска литой металлический щит с надписью:
Отсюда в лето 1581, нагрузив ладьи оружием и припасами, прибрав к себе дружину малую, пошёл Ермак на покорение Сибири
.

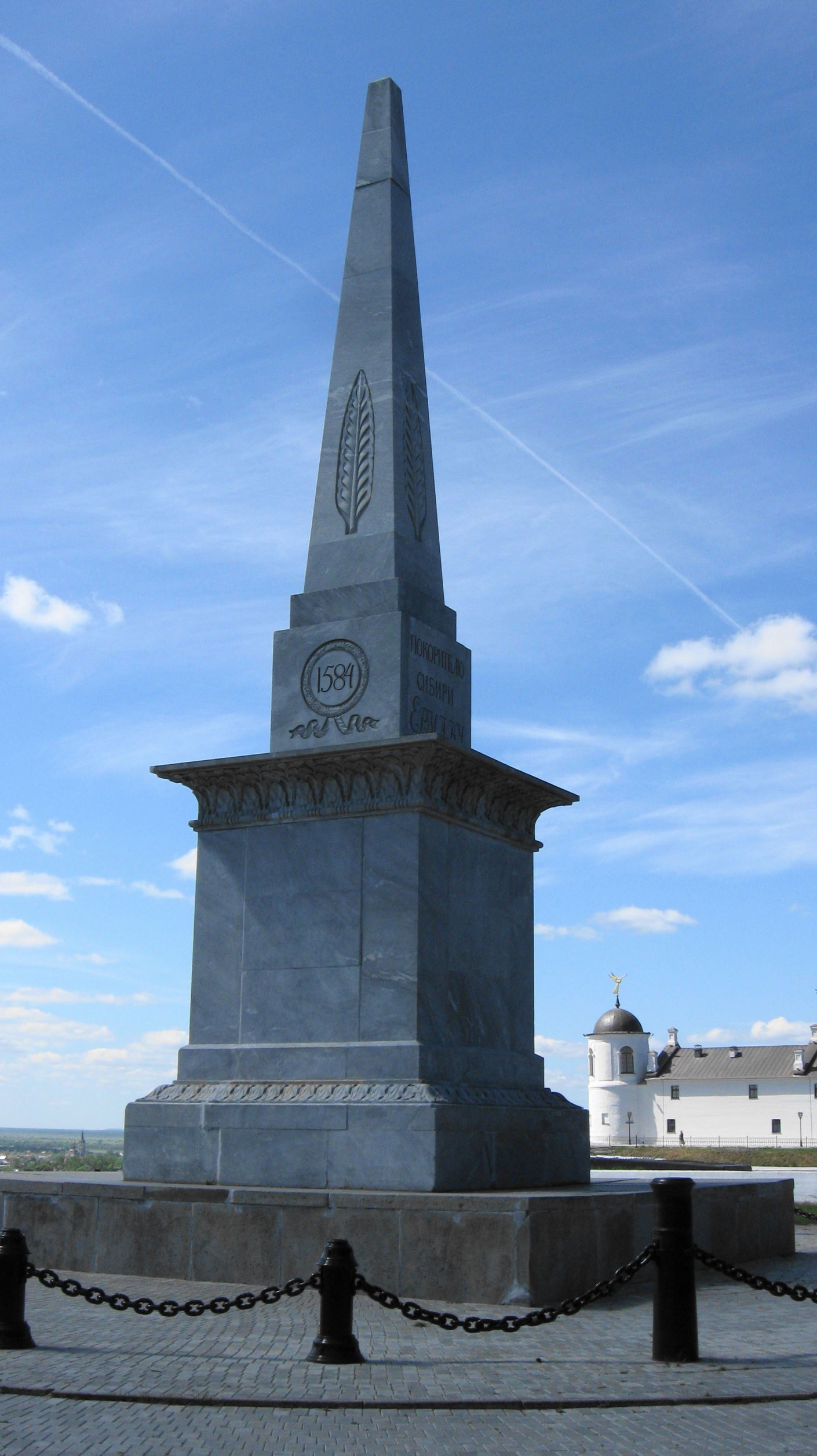
Стела Ермаку в Тобольске. На заднем плане — Тобольский кремль
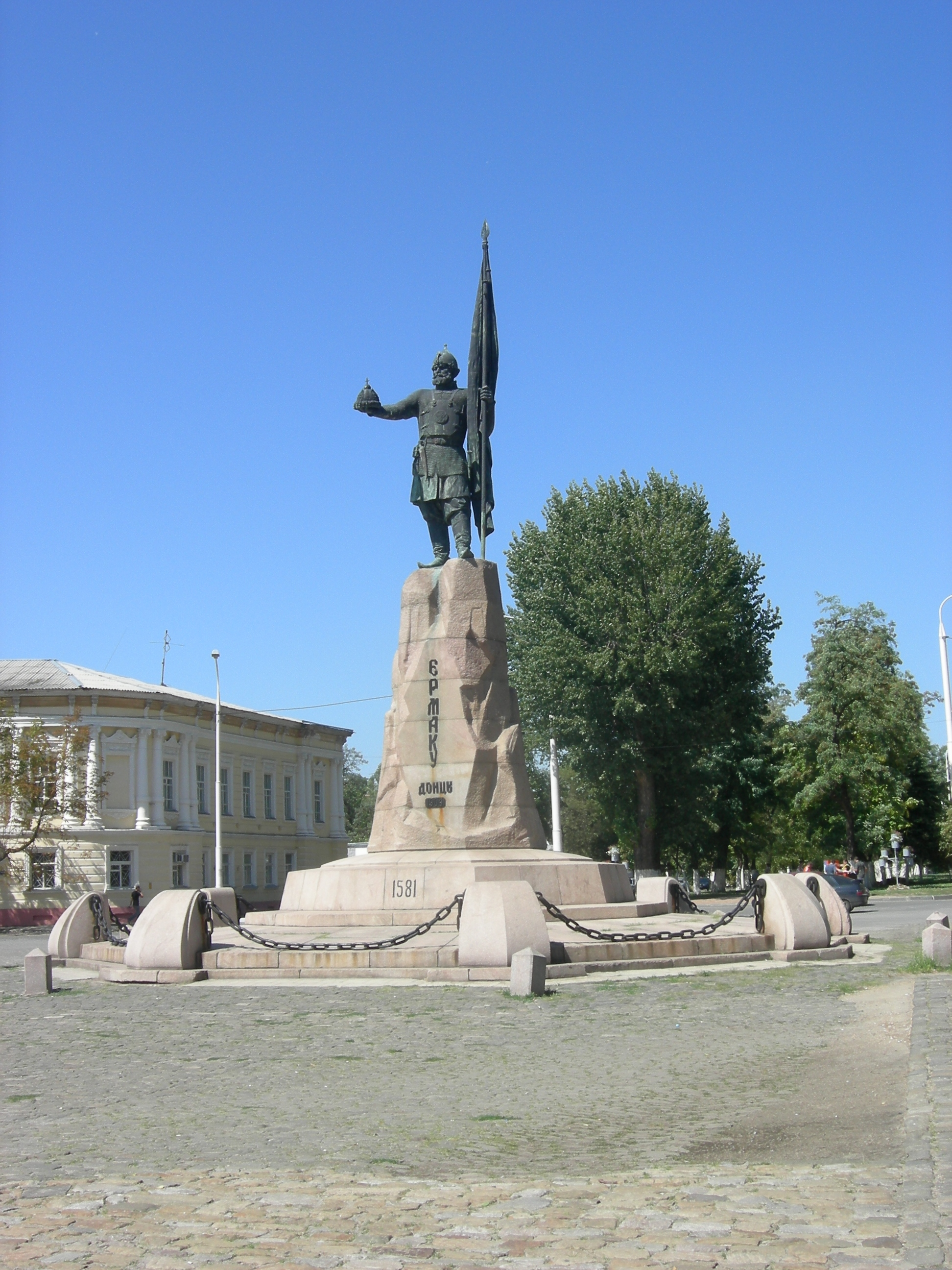
Памятник Ермаку в Новочеркасске
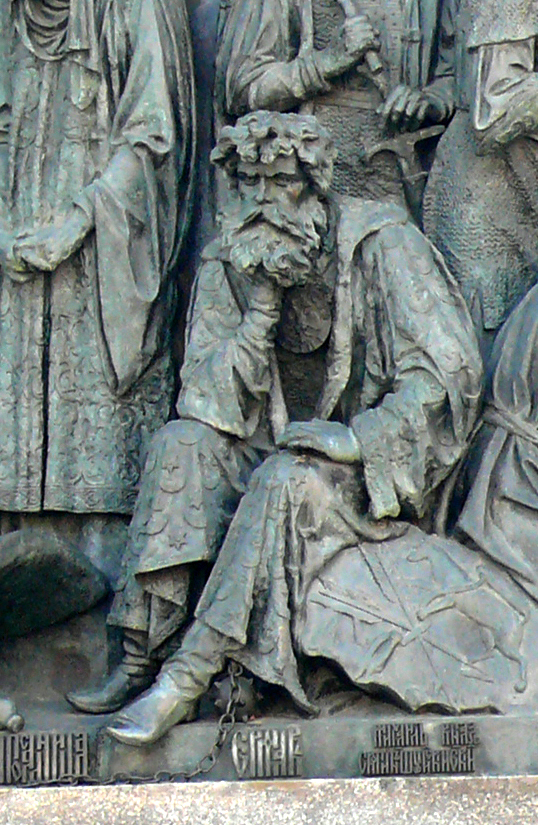
Атаман Ермак на Памятнике «1000-летие России» в Великом Новгороде
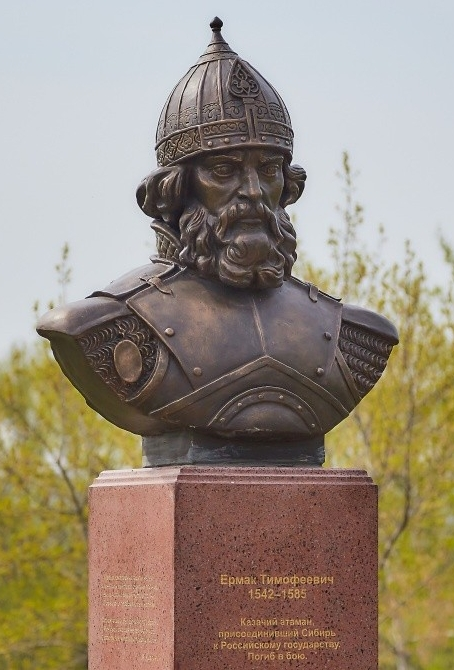
Бюст Ермака, Омск. Дата рождения Ермака ошибочно указана как 1542
Памятник в Чусовом

### Художественная литература
- Дворцов В. В. Ермак. Поэма. 2015 г. Ridero. - ISBN 978-5-0053-3739-3
- Алмазов Б. А. Атаман Ермак со товарищи. — СПб.: Азбука, 1997. — 596 с. — (Отечество). — ISBN 5-7684-0429-5.
- Бажов, П. П. Малахитовая шкатулка: уральские сказы / Павел Бажов «Ермаковы лебеди» с. 21 — СПб. ; М. : Речь, 2020. — 544 с. ISBN 978-5-9268-3039-9.
- Гнутов В. П. Подвиг Ермака. Исторический роман. — Ростов-на-Дону: Ростовское книжное издательство, 1986. — 366 с.
- Гриц Т. С. Ермак. Историческая повесть. — Рисунки Н. Кузьмина. — М.: Детгиз, 1952. — 80 с., ил.[37]
- Доганович А. Ермак, покоритель Сибири : для шк. и нар. чтения : … допущено (в 1-м изд.) в беспл. нар. библиотеки и читальни, … ученич. библиотеки сред. и низших учеб. заведений / Анна Доганович; с рис. В. Г. Курчевского. — Изд. 2-е (4—8 тыс.). — М.: Изд. В. С. Спиридонов (Типо-литогр. Товарищества И. Н. Кушнерева и Ко), 1903
- Ермак: крат. очерк завоевания Сибири : (с двумя рис.) : одобр. Учен. ком. М-ва нар. просвещения для нар. училищ. — СПб.: Изд. ред. нар. журн. «Мирской вестн.» (Тип. Б. Г. Янпольского), 1875.
- Иванов А. С. Ермак. Историческое повествование // Роман-газета. — 1993. — № 11—12.
- Кузнецов Е. В. Библиография Ермака: Опыт указ. малоизвест. соч. на рус. и частью на иностр. яз. о покорителе Сибири / сост. Е. В. Кузнецов. — Тобольск : Тип. Губ. правл., 1891.
- Краснов П. Н. С Ермаком на Сибирь. Исторический роман. — М.: Вече, 2012. — 416 c.: ил. — (Серия исторических романов). — ISBN 5-905820-29-8.[ориг. изд. — Париж, 1929 г.]
- Оксенов А. Сибирское царство до эпохи Ермака / А. Оксенов. — Томск : Губерн. тип., 1888.
- Рылеев К. Ф. Смерть Ермака[38].
- Сафонов В. А. Дорога на простор. Роман. — М.: Вече, 2006. — 4-е изд. — 384 с. — (Сибириада). — ISBN 5-9533-1387-X.
- Свиньин П. П. Кучум. Исторический роман XVI столетия . — СПб., 1834. — 4 т.
- Софронов В. Ю. Кучум. Исторический роман. — М.: Культура-Элтра, 1993. — 432 с.: ил.
- Тихомиров Е. Ермак Тимофеевич, покоритель Сибири : рассказ из рус. истории / Е. Тихомиров. — Изд. 4-е. — М.; СПб.: Княжество А. С. Панафидиной, 1910.
- Фёдоров Е. А. Ермак. Исторический роман. — Новосибирск: Западно-Сибирское книжное издательство, 1966. — 576 с.: ил. — (Библиотека сибирского романа).
- Чарская Л. А. Грозная дружина. Историческая повесть. — М.: Современник, 1994. — 288 с. — (История России в романах для детей). — ISBN 5-270-01768-7.
- Чмырев Н. А. Атаман волжских разбойников Ермак, князь Сибирский. Развенчанная царевна. Развенчанная царевна в ссылке. Роман, повести. — М.: Современник, 1995. — 488 с.: ил. — (История Отечества в романах для детей).
- Ян В. Г. Поход Ермака. — СПб.: Ленинградское издательство, 2011. — 336 с. — ISBN 978-5-9942-0830-4.

### Фильмы
- «Ермак» (режиссёры: Валерий Усков, Владимир Краснопольский, в главной роли: Виктор Степанов) — историческая драма, фильм-биография. — Мосфильм, 1996 год. — 257 мин.

### Опера
- "Ермак", опера-фреска, композитор Олег Проститов, Томская филармония, премьера 30 ноября 2016 г.
- «Ермак», опера в 2-х действиях, Красноярский государственный театр оперы и балета имени Дмитрия Хворостовского, автор Александр Чайковский, режиссёр Георгий Исаакян. Премьера состоялась 27 июня 2019 года.

### Музыка
- Песня Игоря Растеряева — «Ермак».
- Песня Олега «RADIO TAPOK» Абрамова — «Ермак» (Официальное видео 2023) Эпоха Империй.

### Исследования
- Атаман Ермак Тимофеевич, покоритель Сибирского царства. — М., 1905. — 116 с.
- Баньковский Л. История и экология: очерки об истоках исторической гидрогеографии — Соликамск: 2008. — 356 с. — ISBN 978-5-89469-055-1 — OTRS —
- Баньковский Л. В. Землепроходец Ермак // Собрание сочинений. Статьи. Очерки. Документы. 1995—1997. — Березники: РГБ (эл.), 2014. — Т. 15. — С. 2777—2780.  — OTRS.
- Блажес В. В. О наименовании покорителя Сибири в исторической литературе и фольклоре // Наш край. Материалы 5 Свердловской областной краеведческой конференции. — Свердловск, 1971. — С. 247—251. (историография проблемы)
- Блажес В. В. Фольклор Урала: Народная история о Ермаке. — Екатеринбург : Издательство Урал. университета, 2002. — 186 с.
- Бузукашвили М. И. Ермак. — М.: Воениздат, 1989. — 144 с. — (Героическое прошлое нашей Родины).
- Гриценко Н. Воздвигнут в 1839 году // Сибирская столица. — 2000, № 1. — С. 44—49. (памятник Ермаку в Тобольске)
- Дергачёва-Скоп Е. Краткие повести о походе Ермака в Сибирь // Сибирь в прошлом, настоящем и будущем. Вып. III. История и культура народов Сибири: Тезисы докладов и сообщений Всесоюзной научной конференции (13—15 октября 1981 г.). — Новосибирск, 1981. — С. 16—18.
- Жеребцов И. Л. Коми — сподвижники Ермака Тимофеевича и Семёна Дежнёва // НеВтон: Альманах. — 2001. — № 1. — С. 5—60.
- Закшаускене Е. Знак с кольчуги Ермака // Памятники Отечества. Вся Россия: Альманах. № 56. Кн. 1. Первая столица Сибири. — М., 2002. — С. 87—88.
- Катанов Н. Ф. Предание тобольских татар о Кучуме и Ермаке // Тобольский хронограф. Сборник. Вып. 4. — Екатеринбург, 2004. — С. 145—167. — ISBN 5-85383-275-1. (впервые опубликовано: то же // Ежегодник Тобольского губернского музея. 1895—1896. — Вып. V. — С. 1—12)
- Катаргина М. Н. Сюжет о гибели Ермака: летописные материалы. Исторические песни. Предания. Российский роман 20-50-х годов XX века // Ежегодник Тюменского областного краеведческого музея: 1994. — Тюмень, 1997. — С. 232—239. — ISBN 5-87591-004-6.
- Козлова Н. К. О «чуди», татарах, Ермаке и сибирских курганах // Капля [Омск]. — 1995. — С. 119—133.
- Колесников А. Д. Ермак. — Омск, 1983. — 140 с.
- Копылов В. Е. Земляки в названиях минералов // Копылов В. Е. Окрик памяти (История Тюменского края глазами инженера). Книга первая. — Тюмень, 2000. — С. 58—60. (в том числе о минерале ермакит)
- Копылов Д. И. Ермак. — Свердловск: Средне-Уральское книжное издательство, 1974. — 120 с. — (Замечательные люди Урала).
- Крекнина Л. И. Тема Ермака в творчестве П. П. Ершова // Ежегодник Тюменского областного краеведческого музея: 1994. — Тюмень, 1997. — С. 240—245. — ISBN 5-87591-004-6.
- Кружинов В. М., Сокова З. Н. Последнее сражение Ермака // Военно-исторический журнал. — 2010. — № 7.
- Кузнецов Е. В. Библиография Ермака: Опыт указания малоизвестных сочинений на русском и частью на иностранных языках о покорителе Сибири // Календарь Тобольской губернии на 1892 год. — Тобольск, 1891. — С. 140—169.
- Кузнецов Е. В. К сведениям о знамёнах Ермака // Тобольские губернские ведомости. — 1892. — № 43.
- Кузнецов Е. В. Находка ружья покорителя в Сибири // Кузнецов Е. В. Сибирский летописец. — Тюмень, 1999. — С. 302—306. — ISBN 5-93020-024-6.
- Кузнецов Е. В. Начальная пиитика о Ермаке // Тобольские губернские ведомости. — 1890. — № 33, 35.
- Кузнецов Е. В. Об очерке А. В. Оксёнова «Ермак в былинах русского народа»: Библиография известий // Тобольские губернские ведомости. — 1892. — № 35.
- Кузнецов Е. В. Сказания и догадки о христианском имени Ермака // Кузнецов Е. В. Сибирский летописец. — Тюмень, 1999. — С.9—48. — ISBN 5-93020-024-6 (см. также: то же // Лукич. — 1998. — Ч. 2. — С. 92—127)
- Миллер Г. Ф. История Сибири. — Т. 1. — М.: «Восточная литература», 1999. — 632 с.
- Небольсин П. И. Покорение Сибири // Тобольский хронограф. Сборник. Вып. 3. — Екатеринбург, 1998. — С. 16—69. — ISBN 5-85383-127-5.
- Никитин Д. Н., Никитин Н. И. Покорение Сибири. Войны и походы конца XVI — начала XVIII века. — М.: Русские витязи, 2016. — 124 с.: ил. — (Ратное дело). — ISBN 978-5-9906037-7-6.
- Оксенов А. В. Ермак в былинах русского народа // Исторический вестник, 1892. — Т. 49. — № 8. — С. 424—442.
- Панишев Е. А. Гибель Ермака в татарских и русских легендах // Ежегодник-2002 Тобольского музея-заповедника. — Тобольск, 2003. — С. 228—230.
- Пархимович С. Загадка имени атамана // Лукич. — 1998. — № 2. — С. 128—130. (о христианском имени Ермака)
- Сергеев В. И. К вопросу о походе в Сибирь дружины Ермака // Вопросы истории. — 1959. — № 1.
- Скрынников Р. Г. Ермак. — М.: Молодая Гвардия, 2008. — 256 с.: ил. — (Жизнь замечательных людей). — ISBN 978-5-235-03095-4.
- Скрынников Р. Г. Сибирская экспедиция Ермака. — 2-е изд. — Новосибирск: Наука, 1986. — 290 с.
- Скрынников Р. Г. Ермак Тимофеевич // Встречи с историей: Науч.-попул. очерки / Сост. И. Л. Андреев. — Вып. 1. — М.: Молодая гвардия, 1987. — С. 59—65.
- Словцов П. А. История Сибири. От Ермака до Екатерины II. — М.: Вече, 2014. — 512 с. — (Моя Сибирь). — ISBN 978-5-4444-1707-2.
- Солодкин Я. Был ли двойник у Ермака Тимофеевича? // Югра. — 2002. — № 9. — С. 72—73.
- Солодкин Я. Г. К изучению летописных источников о сибирской экспедиции Ермака // Тезисы докладов и сообщений научно-практической конференции «Словцовские чтения-95». — Тюмень, 1996. С. 113—116.
- Солодкин Я. Г. К спорам о происхождении Ермака // Западная Сибирь: история и современность: Краеведческие записки. — Вып. II. — Екатеринбург, 1999. — С. 128—131.
- Солодкин Я. Г. Поминались ли «ермаковы казаки» вне Тобольска? (Как Семён Ремезов ввёл в заблуждение многих историков) // Сибирский исторический журнал. 2006/2007. — С. 86—88. — ISBN 5-88081-586-2
- Солодкин Я. Г. Рассказы «Ермаковых казаков» и начало сибирского летописания // Русские. Материалы VII-го Сибирского симпозиума «Культурное наследие народов Западной Сибири» (9—11 декабря 2004 г., г. Тобольск). — Тобольск, 2004. — С. 54—58.
- Солодкин Я. Г. Редакции синодика «Ермаковым казакам» (к истории раннего сибирского летописания) // Словцовские чтения—2006: Материалы XVIII Всероссийской научной краеведческой конференции. — Тюмень, 2006. — С. 180—182. — ISBN 5-88081-558-7.
- Солодкин Я. Г. Хронология «Ермакова взятия» Сибири в русском летописании первой половины XVII в. // Земля Тюменская: Ежегодник Тюменского областного краеведческого музея: 2005. Вып. 19. — Тюмень, 2006. — С. 9—15. — ISBN 5-88081-556-0.
- Солодкин Я. Г. «…А се написах к своему изправлению» (Синодик «Ермаковым казакам» и Есиповская летопись) // Древняя Русь. Вопросы медиевистики. — 2005. — № 2 (20). — С. 48—53.
- Софронов В. Ю. Кто же ты, Ермак Аленин? //Тобольский хронограф. Сборник. Вып. 3. — Екатеринбург, 1998. — С. 158—168. (см. также: то же // Родина. — 1994. — № 8. — С. 34—38) ISBN 5-85383-127-5
- Софронов В. Ю. Поход Ермака и борьба за ханский престол в Сибири // Научно-практическая конференция «Словцовские чтения» (Тезисы докладов). Сб. 1. — Тюмень, 1993. — С. 56—59.
- Софронова М. Н. О мнимом и реальном в портретах сибирского атамана Ермака // Традиции и современность: Сборник статей. — Тюмень, 1998. — С. 56—63. — ISBN 5-87591-006-2 (см. также: то же // Тобольский хронограф. Сборник. Вып. 3. — Екатеринбург, 1998. — С. 169—184. — ISBN 5-85383-127-5)
- Сутормин А. Г. Ермак Тимофеевич (Аленин Василий Тимофеевич). — Иркутск: Восточно-Сибирское книжное издательство, 1981. — 176 с.
- Фиалков Д. Н. О месте гибели и захоронения Ермака // Сибирь периода феодализма: Вып. 2. Экономика, управление и культура Сибири XVI—XIX вв. — Новосибирск, 1965. — С. 278—282.
- Ципоруха М. И. Покорение Сибири. От Ермака до Беринга. — М.: Вече, 2013. — 368 с. — (Моя Сибирь). — ISBN 978-5-4444-1008-0
- Шашков А. Т. Начало присоединения Сибири // Проблемы истории России. Вып. 4: Евразийское пограничье. Екатеринбург, 2001. С. 8—51.
- Шкерин В. А. Сылвенский поход Ермака: ошибка или поиск пути в Сибирь? //Этнокультурная история Урала, XVI—XX вв.: Материалы международной научной конференции, г. Екатеринбург, 29 ноября — 2 декабря 1999 г. — Екатеринбург, 1999. — С. 104—107.
- Щеглов И. В. В защиту 26 октября 1581 г. // Сибирь. 1881. (к дискуссии о дате похода Ермака в Сибирь).